# Emancipace (Hvězdná brána)
Emancipace je 4. epizoda 1. řady sci-fi seriálu Hvězdná brána.

## Děj
Na běžné cestě Hvězdnou bránou, SG-1 objevuje překrásnou planetu, jménem Simarka. Náhle vidí mladého muže, kterého honí smečka divokých psů. SG-1 několika výstřely do vzduchu psy zažene a zachrání tak muži život. Mladý muž je zpočátku velmi vděčný a představí se jako Abu z kmene Shavadai. Když Abu spatří Carterovou je rozčílený a šeptá O'Neillovi: "To je přece žena!"
Náhle k nim přijíždějí tři jezdci na koních. Jeden z nich sleze z koně a vytasí zbraň. Ostatní namíří na Carterovou luky. Na koni přijíždí starší muž. Je to Moughal, Abuův otec a náčelník Shavadaiů. Abu říká otci, že mu ti cizinci zachránili život. Moughal říká, jestliže žena zachránila život, nelze jí vzít ten její a zve SG-1 do vesnice.
Daniel objevuje, že místní kultura se podobá kultuře Mongolských kočovníků, pravděpodobně potomků kmene Chagataiů. Moughal, vysvětluje Carterové, že když žena veřejně ukáže svou tvář, znamená to pro ni smrt. Abu dodává, že ženy nesmí nosit mužské šaty. Moughalova žena odvádí Carterovou do ženské části tábora, aby ji oblékly do ženských šatů a závoje.
Carterová je v noci náhle přepadena v jurtě, odkud ji Abu unese. Bere jí k sousednímu kmeni Toughaiů vedenému velkým válečníkem, Turghanem. Abu říká Carterové, že ji zamýšlí vyměnit za Nyu, svoji vyvolenou. Když Daniel objeví, že Carterová zmizela, začnou je SG-1 spolu s Moughalem, který poznal záměry svého syna, stíhat.
Turghan touží po Carterové a její chování Turghana rozzuří. Abu ji chce vyměnit za Turghanovu dceru Nyu. Turghan odmítá, místo toho nabízí Abuovi 300 uncí zlata nebo smrt. Abu bere zlato a neochotně opouští jurtu. Nya je zamilovaná do Abua a je zoufalá, když jí otec říká, že si vezme válečníka jiného kmene při příštím úplňku. Později se Abu tajně vplíží do Turghanova tábora a prosí Nyu, aby s ním utekla.
SG-1 s Moughalem dorazí k Turghanovi a pokouší se o odkoupení Carterové za 500 uncí zlata. Říkají Turghanoví, že Carterová je jejich šaman a náčelník a musí ji dostat zpět. Turghan odmítá všechny nabídky až do chvíle, než O'Neill vystřelí z Beretty do jedné nádoby. Obchod je uzavřen a SG-1 s Moughalem opustí tábor dříve, než Turghan zjistí, že pistole má omezené střelivo.
Mezitím se Nya pokusí o útěk, ale je chycena. Turghan ji zamýšlí ukamenovat k smrti kvůli její neposlušnosti. Abu žádá Carterovou a ostatní, aby použili své zbraně a zachránili Nyu. Moughal však říká, že by to vyvolalo válku proti Shavadaiům. Po chvíli rozvažování, Moughal vysvětluje, že existuje zákon, který opravňuje náčelníka kmene k tomu, aby vyzval jiného náčelníka k souboji. Vítěz souboje může zastavit ukamenování. Jestli Turghan bude v souboji poražen, musí se podřídit rozhodnutí vítěze a nesmí vyvolat válku.
Carterová vyzývá Turghana jako náčelník svého kmene. Turghan vytáhne dlouhou dýku, zatímco Carterová vytahuje svůj mnohem menší nůž Ka-bar. Carterová v následném souboji vítězí, ale odmítá Turghana zabít. Místo toho chce, aby přísahal, že propustí Nyu a slíbí, že nebude válka se Shavadai.
Při oslavě statečnosti Carterové, Moughal vyhlašuje svobodu všem Shavadaiům. Je stržena ohrada v ženské části tábora a ženy si sundávají roušky. SG-1 se vrací na Zemi s novým anestetikem získaného z jedné z místních rostlin.